# European Curling Federation
European Curling Federation (ECF) var det kontinentale forbund, der fungerer som det styrende organ for vintersportsgrenen curling i Europa, og det stod primært for at arrangere europamesterskaber i curling for mænd, kvinder og mixed hold.
Forbundet blev dannet i 1975 som European Curling Council, efter at seks europæiske hold havde mødtes til en seks-nationersturnering i Zürich i november 1974. De seks lande var Schweiz, Sverige, Tyskland, Frankrig, Italien og Norge, og under turneringen blev der holdt et møde, hvor man enedes om at arbejde for at oprette et europæisk curlingmesterskab. I marts 1975 blev forslaget godkendt af ICF, og man besluttede at afholde europamesterskaber for mænd og kvinder. Schweizeren Jean Schild blev valgt som det første formand for ECF, og det første europamesterskab blev afholdt i december 1975 i Megève i Frankrig.
Under Eric Harmsens formandskab i midten af 1980'erne blev forbundets navn ændret til European Curling Federation, og i 2004 besluttede ECF at der fra 2005 også skulle afholdes EM for mixed hold.
ECF stoppede med at arrangere europamesterskaber fra 1. januar 2013, efter at det på generalforsamlingen den 14. december 2012 i Karlstad blev besluttet trinvist at nedlægge forbundet, hvorefter det blev World Curling Federation, der overtog arrangørrollen for EM i curling. Forbundet fortsatte imidlertid juridisk set med at eksistere indtil 2015, hvor det endeligt opløstes.

## Formænd
| Formænd for ECF | Formænd for ECF | Formænd for ECF       | Formænd for ECF |
| Nr.             | Periode         | Navn                  | Land            |
| --------------- | --------------- | --------------------- | --------------- |
| 1               | 1975–1977       | Jean Schild           | Schweiz         |
| 2               | 1977–1979       | Bob Grierson          | Skotland        |
| 3               | 1979–1983       | Birger Mortensen      | Norge           |
| 4               | 1983–1988       | Eric Harmsen          | Holland         |
| 5               | 1988–1992       | Sten Willer-Andersen  | Danmark         |
| 6               | 1992–2000       | Roy Sinclair          | Skotland        |
| 7               | 2000–2008       | Malcolm Richardson    | Skotland        |
| 8               | 2008–2011       | Andrew Ferguson-Smith | Andorra         |
| 9               | 2011–2015       | Olli Rissanen         | Finland         |

## Medlemmer
| Andorras curlingforbund Belgium Curling Association Bulgariens curlingforbund Dansk Curling Forbund English Curling Association Eesti Curlingu Liit Suomen Curlingliitto Fédération Française des Sports de Glace Grækenlands curlingforbund Nederlandse Curling Bond Hvideruslands curlingforbund Irish Curling Association Íþrótta- og Ólympíusamband Íslands Federazione Italiana Sport del Ghiaccio Kasakhstans curlingforbund Hrvatski Curling Savez Latvijas Kērlinga Asociācija Liechtensteins curlingforbund | Lietuvos Kerlingo Asociacija Union Luxembourgeoise de Curling Norges Curling Forbund Polski Związek Curlingu Ruslands curlingforbund SwissCurling Nacionalni savez za karling Srbije Royal Caledonian Curling Club Slovenský curlingový zväz Federacion Española de Deportes de Hielo Svenska Curlingförbundet Český Svaz Curlingu Türkiye Curling Federasyonunun Deutscher Curling Verband Federatsia Korlinga Ukrainy Magyar Curling Szövetség Welsh Curling Association Österreichischer Curling Verband |